# かまいたちのタグロー
『かまいたちのタグロー』は、かまいたちの出演するWEB番組。GYAO!にて配信されている。
製作は吉本興業。毎週水曜日更新。

## 概要
『タグローbyよしログ』として2020年1月より配信を開始。コンセプトは「プライベ
ート感満載でお互いの関係が“タグ付け＝さらに仲良くなる”を目的
にした番組」。番組名も「タグ付けのタグ」と日本語の「手繰る」をかけたものである。
当初は月替わりMC交替制であったが、2020年8月よりかまいたちがレギュラーMCとなった。

## 番組詳細
| 配信月 | タイトル                                            | 備考                                      |
| ------ | --------------------------------------------------- | ----------------------------------------- |
| 1月号  | かまいたち×NMB48 （小嶋花梨、渋谷凪咲、横野すみれ） |                                           |
| 2月号  | ラフレクラン×E-girls                                |                                           |
| 3月号  | ミルクボーイ×小島瑠璃子                             |                                           |
| 04月号 | かまいたち×池田美優                                 | かまいたちMCが事実上のレギュラー化        |
| 05月号 | 第1回おうち王決定戦                                 | かまいたちMC                              |
| 06月号 | 第2回おうち王選手権                                 | かまいたちMC                              |
| 07月号 | 第3回おうち王選手権                                 | かまいたちMC                              |
| 08月号 | かまいたち×松井珠理奈、ダイアン                     | かまいたちの冠番組に変更                  |
| 09月号 | かまいたち×Da-iCE                                   | Da-iCEメンバーの自宅公開                  |
| 09月号 | かまいたち×天竺鼠                                   | かまいたちの同期・ 天竺鼠がタグロー初登場 |
| 10月号 | かまいたち×あいりる・あやみん・ゆなたこ             | ゲッターズ飯田にガチ相談                  |
| 11月号 | かまいたち×小澤廉・丘山晴己・高橋健介               |                                           |
| 12月号 | かまいたち×ニューヨーク                             | ガチ相談企画                              |
| 12月号 | かまいたち×空気階段                                 | ガチ相談企画                              |
| 12月号 | かまいたち×川口葵                                   | クリスマスSP                              |

| 配信月 | タイトル | 配信終了日        |
| ------ | --- | ----------------- |
| 1月号  | 「かまいたち×ウエストランド＆東京ホテイソン（1）」 決勝の興奮そのままにファイナリストとM-1考察！                                                                  | 2021年7月6日(火)  |
| 1月号  | 「かまいたち×ウエストランド＆東京ホテイソン（1）後編」 ファイナリストとM-1考察SP！かまいたちへのガチ相談とは！？                                                  | 2021年7月7日(水)  |
| 1月号  | 「かまいたち×ウエストランド＆東京ホテイソン（2）前編」 ファイナリストとM-1ガチ考察！山内が明かす準決勝の秘策とは！？                                              | 2021年6月13日(日) |
| 1月号  | 「かまいたち×ウエストランド＆東京ホテイソン（2）後編」 ファイナリストとM-1ガチ考察！1位2位を語る                                                                  | 2021年6月14日(月) |
| 1月号  | 「かまいたち×ウエストランド＆東京ホテイソン（3）前編」 ファイナリストとM-1ガチ考察！あるコンビの知られざる衝撃の過去が明らかに!?                                  | 2021年7月20日(火) |
| 1月号  | 「かまいたち×ウエストランド＆東京ホテイソン（3）後編」 ファイナリストとM-1ガチ考察！完結編！                                                                      | 2021年7月21日(水) |
| 2月号  | かまいたちのタグロー タグロー2月号「かまいたち×ぼる塾（1）」 日頃の不満大爆発！はるかの我儘にあんりと田辺ついに限界！？                                           | 2021年8月3日(火)  |
| 2月号  | かまいたちのタグロー タグロー2月号「かまいたち×ぼる塾（2）」 ぼる塾がオススメグルメを紹介＆ぼる塾が恋をしている相手を告白！ かまいたいちの反応は!?                | 2021年2月15日(月) |
| 2月号  | 「かまいたち×ゆりやんレトリィバァ（1）」 ゆりやんが先輩・かまいちたちにガチ相談！ ゆりやんが抱える悩みとは！？                                                    | 2021年8月17日(火) |
| 2月号  | 「かまいたち×ゆりやんレトリィバァ（2）」 女芸人の恋愛事情が明かに！                                                                                               | 2021年8月24日(火) |
| 3月号  | 「かまいたち×おいでやすこが（1）」 2人が今後の悩みをガチ相談！が、かまいたちのテキトー解答に小田ブチギレ！？                                                      | 2021年9月3日(金)  |
| 3月号  | 「かまいたち×おいでやすこが（2）」 おいでやすこがの本音を引き出す一問一答！ ある回答でコンビ内に亀裂が！？                                                        | 2021年9月10日(金) |
| 3月号  | 「かまいたち×マヂカルラブリー（1）」マヂカルラブリーがタグローに登場！ M-1優勝の裏で様々な悩みを抱える2人がかまいたちにガチ相談！ 果たして、M-1王者の悩みとは！？ | 2021年9月17日(金) |
| 3月号  | 「かまいたち×マヂカルラブリー（2）＆ ×見取り図（1）」 マヂラブ野田自作の「あつ森」をプレイ！さらに見取り図が東京進出のプレッシャーを語る！                        | 2021年9月24日(金) |
| 3月号  | 「かまいたち×見取り図（2）」教えて！かまいたち先生！～見取り図編～ 大阪時代からの仲良し後輩・見取り図が抱えるガチの悩みにかまいたちが答えます！                   | 2021年10月1日(金) |